# Anna-Doris Capitelli
Anna-Doris Capitelli (* 1991 in Sora, Italien) ist eine deutsch-italienische Opern- und Konzertsängerin (Mezzosopran).

## Biografie
Anna-Doris Capitelli studierte an der Hochschule für Musik, Theater und Medien Hannover und war Mitglied der Accademia Teatro alla Scala in Mailand. Zu ihren Lehrern zählen Renato Bruson, Luciana D’Intino, Brigitte Fassbaender, Christiane Iven, Eva Mei, Sabine Ritterbusch und Marina Sandel. Sie ist Stipendiatin des Cusanuswerks, von Live Music Now Hannover sowie diverser Stiftungen. Sie ist Preisträgerin beim Bundeswettbewerb Gesang Berlin und bei der Leyla Gencer Voice Competition in Istanbul.
Am Teatro alla Scala in Mailand trat sie in zahlreichen Opernrollen auf. Außerdem sang sie am Staatstheater Braunschweig, am Stadttheater Bremerhaven, am Teatro Rendano di Cosenza, am Theater Hagen, an der Staatsoper Hannover und am Schleswig-Holsteinischen Landestheater. Neben der Oper widmet sie sich dem Konzert- und Liedrepertoire mit Auftritten unter anderem beim Hidalgo Festival in München, beim Internationalen Musikfestival von Marvão in Portugal und bei den Sommerlichen Musiktagen Hitzacker. Aufnahmen mit ihr sind bei den Labels Naxos und Acoustic Motion Concepts erschienen.

## Aufnahmen
- 2021: Elena von Johann Simon Mayr unter Franz Hauk (Naxos)[3]
- 2019: Der Freischütz von Carl Maria von Weber unter Chung Myung-whun (Naxos)[4]
- 2014: Noch:Schon – Musik an der Schwelle (Acoustic Motion Concepts)[5]

## Auszeichnungen
- 2018: Zweiter Preis bei der Leyla Gencer Voice Competition, Istanbul[6]
- 2016: Zweiter Preis beim 45. Bundeswettbewerb Gesang Berlin (Oper/Operette/Konzert)[7][8]